# Bułgarski Instytut Kultury
Bułgarski Instytut Kultury (Български културен институт) – instytucja promocji kultury bułgarskiej w Warszawie powołana przez rząd Republiki Bułgarii.
Działalność Instytut rozpoczął na podstawie umowy międzynarodowej z 1952. Przez wiele lat instytucja nosiła nazwę Bułgarskiego Ośrodka Kulturalnego (Български културен център) (1957), Ośrodka Kultury i Informacji Bułgarskiej (Български културен и информационен център), i siedziba znajdowała się przy ul. Nowowiejskiej 6 (1957), ul. Świętokrzyskiej 32 (1964-2001). Obecnie, po zmianie nazwy na Bułgarski Instytut Kultury, mieści się w budynku ambasady Bułgarii, w Al. Ujazdowskich 33/35 (2003-).
Instytut organizuje imprezy kulturalne z udziałem bułgarskich artystów oraz oferuje kursy języka bułgarskiego. Wystawy sztuk wizualnych odbywają się w prowadzonej przez BIK galerii w siedzibie Instytutu. W Instytucie znajduje się biblioteka posiadająca zbiory książek bułgarskich i polskich.